# Либерман, Джозеф
Джозеф Изадор (Джо Исидор) Либерман (англ. Joseph Isadore «Joe» Lieberman; 24 февраля 1942, Стамфорд, Коннектикут — 27 марта 2024) — американский политический и государственный деятель; сенатор США (первоначально демократ, затем — независимый) от штата Коннектикут, баллотировавшийся на пост вице-президента США в паре с Альбертом Гором на выборах 2000 года; генеральный прокурор Коннектикута в 1983—1989 годах.

## Биография
Джозеф Либерман родился 24 февраля 1942 года в Стэмфорде в семье Генриха Либермана, еврейского иммигранта из Польши, и Марсии Мэнджер — еврейки из Австрии. Семья Либерманов владела магазином по продаже спиртных напитков. Либерман учился в Стамфордской старшей школе, где впервые проявил свои лидерские качества.
В 1963 году отправился со своей первой политической миссией в штат Миссисипи учить местных чернокожих голосовать. В 1964 году окончил Йельский университет со степенью бакалавра по экономике и политике. Затем продолжил учёбу в Йельской школе права, которую окончил в 1967 году.
Во время обучения в Йеле вступил в студенческое тайное общество «Элайху».

### Политическая карьера
В 1970 году Либерман был избран в сенат штата Коннектикут как демократ-реформатор, противник вьетнамской войны. На этом посту служил до 1983 года.
С 1983 по 1989 год занимал должность генерального прокурора Коннектикута. В 1989 году был избран в американский сенат от штата Коннектикут. В 1996 году Либерман выступил автором законопроекта, вводившего для всех фильмов, телепрограмм, аудиозаписей и компьютерных игр возрастной рейтинг.
Во время расследования дела Клинтон — Левински жёстко критиковал президента, однако проголосовал вместе с коллегами по партии против его импичмента.
На партийных выборах в 2000 году Либерман был избран кандидатом на должность вице-президента от Демократической партии в паре с Альбертом Гором, став первым кандидатом иудейского вероисповедания, участвовавшим в президентских выборах от двух крупнейших партий. На президентских выборах в США 2000 года Гор и Либерман потерпели поражение от республиканских кандидатов Дж. Буша-младшего и Дика Чейни.
Либерман заявил о своём баллотировании на выборах 2003 году на должность кандидата от демократической партии на пост президента, однако проиграл внутрипартийные выборы Джону Керри.
В 2005 году вместе с Джоном Маккейном он внёс в сенат проект резолюции с требованием приостановить членство России в «большой восьмёрке».
В 2006 году Либерман проиграл внутрипартийные выборы на пост сенатора, но позже был переизбран как независимый кандидат.
В 2008 году, будучи независимым сенатором, он поддержал на выборах президента США кандидата от республиканской партии Джона Маккейна.
Критикуя экономическую политику президента Барака Обамы, американский экономист Майкл Хадсон отметил, что «его наставником в Сенате был Джо Либерман, который помог ему выбрать советников, являющихся сторонниками „рубиномики“».
Скончался 27 марта 2024 года в Пресвитерианской больнице Нью-Йорка на 83-м году жизни. Причиной смерти стали травмы, полученные при падении в своём доме в Бронксе.

### Личная жизнь
Либерман был женат первым браком на Бетти Хаас (с 1965 по 1981 год), а вторым — на Хадассе Фрейлих Туккер. От первой жены у Либермана сын и дочь, а от второй — дочь.